# Hans Vercauter
Hans Vercauter (Turnhout, 1979) is een Belgisch filmregisseur.
Hij studeerde af aan het Rits in 2002. Zijn afstudeerfilm Flat41 won in december 2002 de prijs voor het best debuut op het Internationaal Kortfilm Festival Leuven Kort.
Het duurde tot 2013 voor dat hij een nieuwe kortfilm Wolfsmelk maakte. Voor deze film kreeg hij de Juryprijs op het Internationaal filmfestival van Montreal.